# Deoris
Deori é uma das tribos de Arunachal Pradesh, no nordeste da Índia. É uma tribo hindu, como é descrito na Demografia de Arunachal Pradesh.